# 轻骑兵

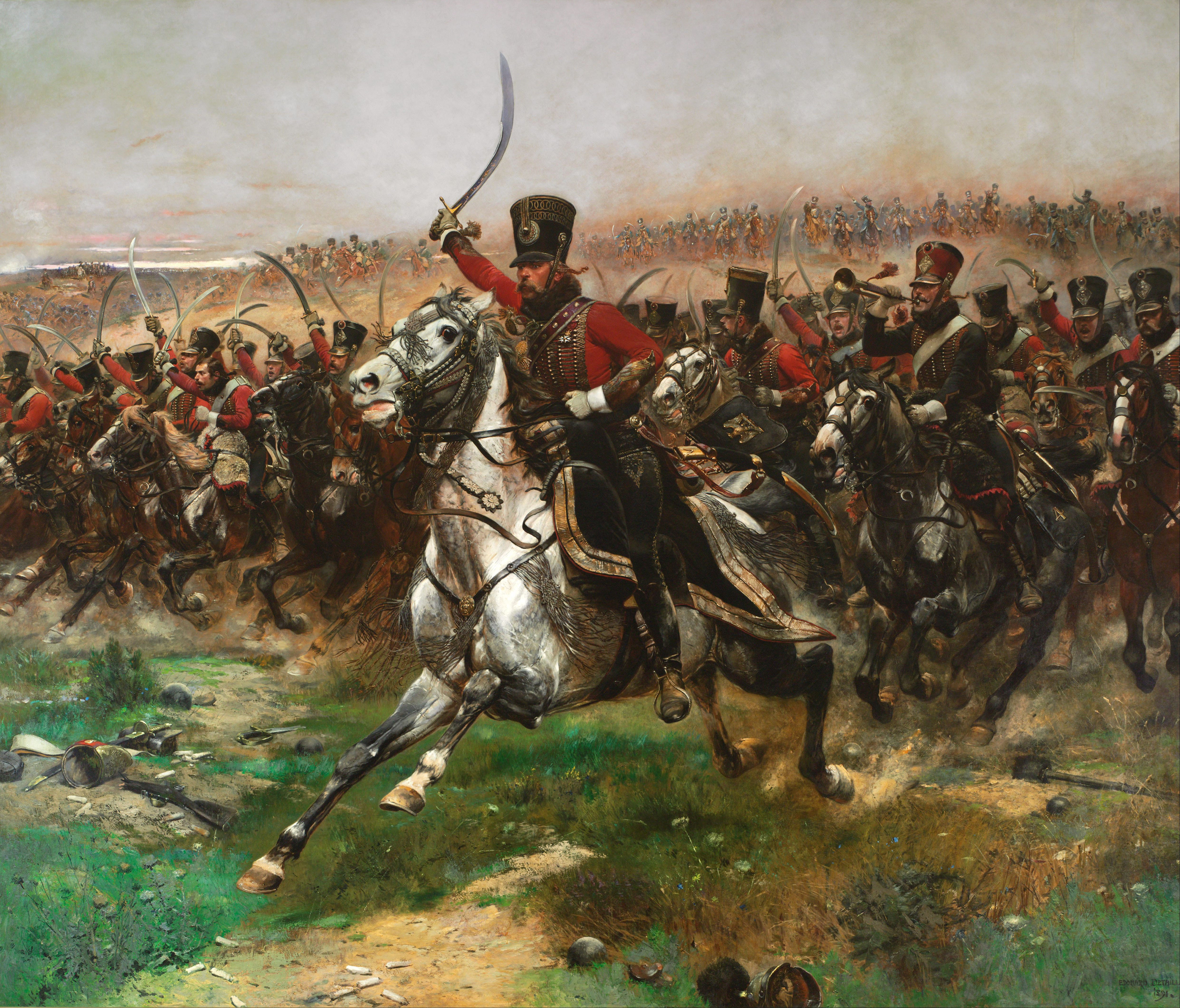
弗里德蘭戰役中的輕騎兵

轻骑兵（英語：Light cavalry）是骑马的轻装部队，与穿着沉重铠甲（有时包括马）重骑兵相对，轻骑兵的主要任务基本上是偵察、掩护、散兵、突袭，并且他们装备矛、劍、弓和之后出现的手枪。
古希腊和古罗马，较少运用轻骑兵，尽管罗马辅助部队经常骑马，但是中亚游牧民族却经常使用轻骑兵。而匈奴、突厥、蒙古人和马扎尔人都很擅长轻骑兵和弓騎兵。
随着欧洲封建制度及骑士的没落，在欧洲大陆中，轻骑兵成为重要的作战部队。许多轻骑兵都装备了火器以替代老式的弓箭。 欧洲人使用轻骑兵的例子还包括斯抓迪亞特、哈伯勒、驃騎兵、chasseurs à cheval、哥薩克、chevau-légers及一些龍騎兵。

## 历史上的使用
古代的罗马-日耳曼战争中的罗马军队利用轻骑兵作为巡逻小队、侦察兵或者在局部战争中将其列队于最前。
布匿战争期间，迦太基对抗罗马军队最主要的优势在于其广泛使用的努米底亚轻骑兵。因此在一定程度上，罗马共和国将军大西庇阿在第二次布匿战争入侵突尼斯前雇佣了西西里岛的骑兵。

### 中世纪
在中世纪期间出现了各种各样的轻骑兵部队。
- 哈伯勒（Hobelar）：源自愛爾蘭，在十四及十五世紀在英格蘭及蘇格蘭廣泛使用。
- 馬人（Jinete）：西班牙轻馬兵，在收復失地運動中广泛使用。
- 斯抓迪亞特（Stradiot）：源自阿爾巴尼亞，意大利15世紀後期作傭兵使用。
- 土耳克之子（Turcopole）：一種輕裝騎馬弓兵，在中东的十字軍中广泛运用，条顿骑士团也在波罗的海战役中使用。

### 拿破崙時代
輕騎兵在戰役中發揮關鍵的角色。
- 驃騎兵（Hussar）：源自匈牙利，最常見的輕騎兵之一。
- 烏蘭（Uhlan）：波蘭輕騎兵。
- 龍騎兵（Dragoon）：一種騎馬步兵，裝備騎兵銃。
- 搜沃（Sowar）：塞爾維亞馬兵，位階與步兵中的希頗依（Sepoy）相同。